# فرانسيسكو سيرانو
الدون فرانسيسكو سيرانو كوينكا وبيريز دي فارغاس، الدوق الأول لاتوري غراندي أوف إسبانيا، وكونت سان أنطونيو (بالإسبانية: Francisco Serrano y Domínguez, primer duque de la Torre, conde de San Antonio. ولد في 17 ديسمبر 1810 - 25 نوفمبر 1885. جنرال إسباني ورجل دولة. ورئيس وزراء إسبانيا في الفترة من 1868-1869 ووصيا على العرش في الفترة 1869-1870 وآخر رؤساء الجمهورية الإسبانية الأولى.

## بداية حياته وتعليمه
ولد سيرانو في جزيرة ليون بمقاطعة قادس. وأبوه فرانسيسكو سيرانو وكيونكا كان جنرالا في الجيش الإسباني وينتمي للاتحاد الليبرالي. وقد كان من ضمن مجلس قادس عندما ولد ابنه سيرانو. وبدأ الابن دراسته في فيرغارا في منطقة إقليم الباسك.

## حياته العسكرية
تبع سيرانو والده في انضمامه العسكرية فأضحى طالب ضابط في 1822 ثم ضابط في 1833 ثم انضم إلى الرماة في ساغونتو فعمل في الدرك 1829، وعندما اندلعت الحروب الكارلية في 1833، اضحى من الخيالة المسلحين. وشكل جزءا من الحراسة التي رافقت الدون كارلوس، أول مطالبي الحكم وشقيق فيرناندو السابع إلى حدود البرتغال.
أصبح سيرانو ياورا للقائد فرانسيسكو إسبوز ثم تحت إمرة دي كوردوبا ثم الجنرال إسبارتيرو في جيش إيزابيل الثانية. وقد عمل سيرانو بجد في الحرب الكارلية في الفترة 1834-1839، فتمت ترقيته من نقيب إلى عميد. ونال قلادة صليب سان فيرناندو والكثير غيرها.
دخل سيرانو الكورتيس للمرة الأولى لمالقة سنة 1839. وفي 1840 تم ترقيته إلى رتبة الجنرال للمقاطعة وقائد منطقة فالنسيا، مما أجبره على التنازل عن مقعده في البرلمان.

## حياته السياسية
أصبح سيرانو أحد كبار السياسيين العسكريين في إسبانيا منذ ذلك التاريخ. وتمكن من مساعدة إسبارتيرو بالإطاحة بوصاية ماريا كريستينا في 1840. إلا أنه مالبث ان انقلب على اسبارتيرو في 1843 في برشلونة. عين وزيرا للحربية في وزارة خواكين ماريا لوبيز، الذي استدعى الكورتيس للموافقة على أن إيزابيلا الثانية ستبلغ السن القانوني عندما تبلغ من العمر 13 سنة مع دخول الشهر التالي. وقد استمر في تفس المنصب في حكومة أولوزاغا، ولم يعجبه ذلك طالما أن المعتدلين كانوا في الحكم.
وبدءا من سنة 1845 عين سيرانو عضوا في مجلس الشيوخ، وفي 1848 عين قبطان عام في غرناطة.فبقي بعيدا عن السياسة في الفترة 1846-1853، فبقي في أراضيه الأندلسية أو السفر إلى الخارج.

## زواجه وعائلته
تزوج سرانو من ابنة عمه أنتونيا دومينغويز الكونتيسة الثانية لسان أنطونيو في 29 سبتمبر 1850 في مدريد، ولديه خمسة أطفال منها.

## قبطان عام كوبا
ساعد سيرانو الجنرال ليوبولدو أودونيل في ثوراته العسكرية في 1854 و 1856، وكان تابعه المخلص لإثني عشر عاما. فعينه أودونيل جنرال في 1856 وقبطان عام كوبا من 1859-1862. وساعد في تنفيذ حرب سانتو دومينغو. وفي السنوات الثلاث التي قضى فيها حاكما على منطقة البحر الكاريبي، حقق ثروة عظيمة بسماحه بتجارة الرقيق، وهو أول نائب الملك دعا إلى إصلاحات في المستعمرة جمعت بين انتماء كوبا لإسبانيا والحكم الذاتي الذي طلبته الكريول الكوبية ة. وعند عودته إلى إسبانيا منحه أودونيل لقب دوق ديلا تور، نبيل إسباني من الدرجة الأولى. وعينه أيضا وزير الشؤون الخارجية ال139، فخدم من 2 يناير-2 مارس 1863. وقد خاطر بحياته لإنقاذ أودونيل في قمع انتفاضة ثكنة سان خيل يوم 22 يونيو 1866 في مدريد. فحصل بذلك على جائزة الصوف الذهبي

## ديموقراطية السنوات الست

### الثورة المجيدة
بعد وفاة أودونيل، أصبح سيرانو زعيم حزب الاتحاد الليبرالي. وبصفته رئيسا لمجلس الشيوخ، ساعد ريوس روزاس في تقديم التماس إلى الملكة إيزابيلا ضد وزرائها المعتدلين، مما تسبب بطردهما إلى المنفى. ثم بدأ بالتآمر مع أنتوني، دوق مونتبينسير وخوان بريم وساغستا. وقد اعتقل غونزاليس برافو في 7 يوليو 1868 كلا من سيرانو وجنرالات آخرين ونفاهم إلى جزر الكناري. حيث بقوا هناك حتى أرسل الأميرال توبيتي باخرة لنقلهم إلى قادس يوم 18 سبتمبر. وعند وصوله وقع على بيان الثورة الرسمي مع بريم وتوبيتي وساغستا ومارتوس وغيرهم، وتولى قيادة الجيش الثوري. وتتبع جنود الملكة إيزابيلا التي يقودها الماركيز نوفاليشس حتى هزمهم عند جسر الكوليا. ففرت الملكة إلى فرنسا، وبعد دخوله مدريد شكل سيرانو حكومة مؤقتة.
وفي فبراير 1869 استدعى سيرانو أعضاء الكورتيس؛ فتم تعيينه على التوالي رئيسا للسلطة التنفيذية، ورئيس وزراء إسبانيا ال 57 في اسبانيا، وقد كان وصي على العرش منذ 3 أكتوبر 1868 حتى 18 يونيو 1869. وقد حكم سيرانو بنزاهة واحترم استقلالية الكورتيس ومجلس الوزراء. ووافق على اختيارهم لأماديو الأول ملكا لإسبانيا، مع أنه كان يفضل دوق مونتبينسير.
وبمجرد وصول الملك أماديو إلى مدريد وبعد وفاة بريم وافق سيرانو على تشكيل حكومة ائتلافية. حيث استمرت بضعة أشهر فقط، ثم استقال سيرانو كي يقود الجيش ضد الكارليين الذين أشعلوا الحرب الكارلية الثالثة في شمال إسبانيا. وبعدها حاول تشكيل حكومة أخرى تحت حكم الملك أماديوس بصفته رئيس وزراء اسبانيا في 6 يونيو 1872، لكنه استقال في 12 يونيو عندما رفض الملك إعطاء وزرائه صلاحيات ديكتاتورية وأعطاها إلى رويث ثوريا. فأخطائه أدت بأماديو أن يتنازل عن العرش في 11 فبراير 1873.

### الجمهورية الأولى

شعار نبالة دوق ديلا تور

عارض سيرانو فكرة جمهورية فيدرالية، وتآمر ضدها مع جنرالات وسياسيين أخرين لإسقاطها في 23 أبريل 1873 ولكن عندما فشلت مؤامرته تم نفيه إلى فرنسا. وفي ليلة انقلاب مانويل بافيا بتاريخ 3 يناير 1874 أرسل إليه الجنرال بافيا لاستلام زمام القيادة. فعاد إلى إسبانيا مستلما منصب رئيس السلطة التنفيذية. فحل البرلمان الجمهوري مباشرة، وانشأ نوع من الديكتاتورية الجمهورية ولكن محافظة مع التطلع الليبرالي. وكان طموحه أن يصبح ماكماهون إسبانيا، حيث حكم بدعم من دستور 1869 الذي يعد أول دستور ديموقراطي. استهل الحكم بالقضاء على ثورة الكانتونات ورفع الحصار عن بلباو في عام 1874 وهزم الكارليين، لكن بقيت الأوضاع السياسية والعسكرية في الجمهورية غير مستقرة مما فتح الطريق لعودة البوربون، وعجلها تمرد الجنرال مارتينيث كامبوس في الأيام الأخيرة من ديسمبر 1874 في ساغونتو. وخلال ال 11 شهرا التي استلم فيها سيرانو زمام الحكم، كرس جل اهتمامه في إعادة تنظيم اقتصاد البلد، وتجديد العلاقات مع القوى الأمريكية والأوروبية، بالإضافة إلى قمع تمرد الكارليين.

## استعادة البوربون
بعد الاعتراف ألفونسو الثاني عشر ملك إسبانيا الجديد، لم يستطع التكيف مع النظام السياسي الجديد للأحزاب التي وضعها كانوباس المحافظ. على الرغم من أنه كان رئيس الاسمي للحزب الدستوري (أصبح لاحقا الحزب الليبرالي) إلا أن الملك وكانوباس تجاهلاه عندما فضلا ساغاستا زعيم الليبرالية - أرادا من ذلك إبعاد الجيش عن السياسة-.
توفي في مدريد يوم 25 نوفمبر 1885، في نفس اليوم الذي توفي فيه الملك ألفونسو الثاني عشر.